# Litwacy

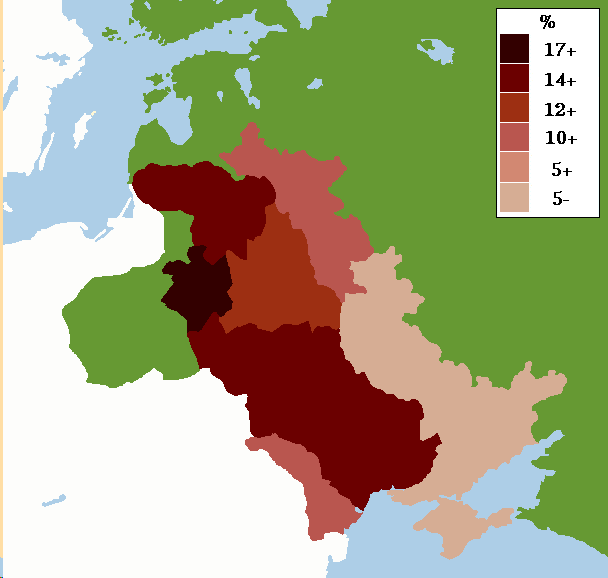
Mapa pokazująca procent ludności żydowskiej w strefie osiedlenia ok. 1905 roku

Litwacy – potoczne określenie Żydów przybywających do Królestwa Polskiego z rosyjskiej strefy osiedlenia, głównie z zachodnich guberni – obecnych terenów Litwy i północnej Białorusi. Główne fale emigracyjne odbyły się w latach 1891–1892 i 1905–1907.

## Historia
Pierwsi litwacy, ok. 70 tysięcy rodzin, przybyli do Królestwa Polskiego na początku lat 90. XIX wieku, w ramach represji po zamachu na cara Aleksandra II Romanowa. Żydzi ze strefy osiedlenia byli lepiej zasymilowani niż Żydzi z Królestwa Polskiego, w większości przejęli kulturę rosyjską i na co dzień posługiwali się językiem rosyjskim. Zostali niechętnie przyjęci przez Polaków, którzy widzieli w nich narzędzie rusyfikacji, a także przez żydów ortodoksyjnych, którzy nazywali ich szajgecami (młodzieńcami).
Wśród szerokich mas żydowskich propagowali separatyzm, a zwalczali asymilację narodową i kulturową, co spowodowało jej czasowe ustanie. Pod koniec XIX wieku byli już dominującą siłą wśród Żydów w Polsce. Drugi wielki napływ tej ludności przypadł na lata 1905–1907 i był związany z wydarzeniami rewolucji 1905 roku.
Osiedlali się najchętniej w okolicach dużych ośrodków przemysłowych, szczególnie Warszawy i Łodzi. W Warszawie, ze względu na dobrą znajomość rynku rosyjskiego, Litwacy szybko zmonopolizowali niektóre rodzaje handlu, zakładając kantory, składy, domy komisowe i biura agentowe.
Większość litwaków zginęła podczas Holocaustu.

## Etymologia
Pierwotnie „Litwak” oznaczało tyle co „człowiek pochodzący z Litwy, Litwin”, ale to słowo wyszło z użycia przed XIX stuleciem: już słownik Lindego odnotowuje je jako przestarzałe. W późniejszym okresie weszło ono ponownie do obiegu w węższym, powyżej opisanym znaczeniu. W obydwu wypadkach stosuje się też różną pisownię: „Litwak” (Litwin, oznaczenie narodowości) w znaczeniu starszym oraz „litwak” (Żyd z Litwy, oznaczenie miejsca pochodzenia, jak „kresowiak”) – w nowszym.